# Альберт Де Бунне
Альберт Де Бунне (16 лютого 1896 — 20 століття) — бельгійський велогонщик.
Бронзовий призер Олімпійських Ігор 1920 року в роздільній командній гонці.